# Arondismentul Villefranche-sur-Saône
Arondismentul Villefranche-sur-Saône (în franceză Arrondissement de Villefranche-sur-Saône) este un arondisment din departamentul Rhône, regiunea Rhône-Alpes, Franța.

## Subdiviziuni

### Cantoane
- Cantonul Amplepuis
- Cantonul Anse
- Cantonul Beaujeu
- Cantonul Belleville
- Cantonul Le Bois-d'Oingt
- Cantonul Lamure-sur-Azergues
- Cantonul Monsols
- Cantonul Tarare
- Cantonul Thizy
- Cantonul Villefranche-sur-Saône
- Cantonul Gleizé

### Comune
| 1. Affoux (69001)                     | 2. Aigueperse (69002)               | 3. Alix (69004)                                | 4. Ambérieux (69005)                     |
| 5. Amplepuis (69006)                  | 6. Ancy (69008)                     | 7. Anse (69009)                                | 8. Les Ardillats (69012)                 |
| 9. Arnas (69013)                      | 10. Avenas (69015)                  | 11. Azolette (69016)                           | 12. Bagnols (69017)                      |
| 13. Beaujeu (69018)                   | 14. Belleville (69019)              | 15. Belmont-d'Azergues (69020)                 | 16. Blacé (69023)                        |
| 17. Le Bois-d'Oingt (69024)           | 18. Bourg-de-Thizy (69025)          | 19. Le Breuil (69026)                          | 20. Cenves (69035)                       |
| 21. Cercié (69036)                    | 22. Chambost-Allières (69037)       | 23. Chamelet (69039)                           | 24. La Chapelle-de-Mardore (69041)       |
| 25. Charentay (69045)                 | 26. Charnay (69047)                 | 27. Chazay-d'Azergues (69052)                  | 28. Chessy (69056)                       |
| 29. Chiroubles (69058)                | 30. Châtillon (69050)               | 31. Chénas (69053)                             | 32. Chénelette (69054)                   |
| 33. Claveisolles (69060)              | 34. Cogny (69061)                   | 35. Corcelles-en-Beaujolais (69065)            | 36. Cours-la-Ville (69066)               |
| 37. Cublize (69070)                   | 38. Dareizé (69073)                 | 39. Denicé (69074)                             | 40. Dième (69075)                        |
| 41. Dracé (69077)                     | 42. Fleurie (69084)                 | 43. Frontenas (69090)                          | 44. Gleizé (69092)                       |
| 45. Grandris (69093)                  | 46. Jarnioux (69101)                | 47. Joux (69102)                               | 48. Juliénas (69103)                     |
| 49. Jullié (69104)                    | 50. Lacenas (69105)                 | 51. Lachassagne (69106)                        | 52. Lamure-sur-Azergues (69107)          |
| 53. Lancié (69108)                    | 54. Lantignié (69109)               | 55. Liergues (69114)                           | 56. Limas (69115)                        |
| 57. Lozanne (69121)                   | 58. Lucenay (69122)                 | 59. Légny (69111)                              | 60. Létra (69113)                        |
| 61. Marchampt (69124)                 | 62. Marcy (69126)                   | 63. Mardore (69128)                            | 64. Marnand (69129)                      |
| 65. Meaux-la-Montagne (69130)         | 66. Moiré (69134)                   | 67. Monsols (69135)                            | 68. Montmelas-Saint-Sorlin (69137)       |
| 69. Morancé (69140)                   | 70. Odenas (69145)                  | 71. Oingt (69146)                              | 72. Les Olmes (69147)                    |
| 73. Ouroux (69150)                    | 74. Le Perréon (69151)              | 75. Pommiers (69156)                           | 76. Pont-Trambouze (69158)               |
| 77. Pontcharra-sur-Turdine (69157)    | 78. Pouilly-le-Monial (69159)       | 79. Poule-les-Écharmeaux (69160)               | 80. Propières (69161)                    |
| 81. Quincié-en-Beaujolais (69162)     | 82. Ranchal (69164)                 | 83. Rivolet (69167)                            | 84. Ronno (69169)                        |
| 85. Régnié-Durette (69165)            | 86. Saint-Appolinaire (69181)       | 87. Saint-Bonnet-des-Bruyères (69182)          | 88. Saint-Bonnet-le-Troncy (69183)       |
| 89. Saint-Christophe (69185)          | 90. Saint-Clément-de-Vers (69186)   | 91. Saint-Clément-sur-Valsonne (69188)         | 92. Saint-Cyr-le-Chatoux (69192)         |
| 93. Saint-Didier-sur-Beaujeu (69196)  | 94. Saint-Forgeux (69200)           | 95. Saint-Georges-de-Reneins (69206)           | 96. Saint-Igny-de-Vers (69209)           |
| 97. Saint-Jacques-des-Arrêts (69210)  | 98. Saint-Jean-d'Ardières (69211)   | 99. Saint-Jean-des-Vignes (69212)              | 100. Saint-Jean-la-Bussière (69214)      |
| 101. Saint-Julien (69215)             | 102. Saint-Just-d'Avray (69217)     | 103. Saint-Lager (69218)                       | 104. Saint-Laurent-d'Oingt (69222)       |
| 105. Saint-Loup (69223)               | 106. Saint-Mamert (69224)           | 107. Saint-Marcel-l'Éclairé (69225)            | 108. Saint-Nizier-d'Azergues (69229)     |
| 109. Saint-Romain-de-Popey (69234)    | 110. Saint-Vincent-de-Reins (69240) | 111. Saint-Vérand (69239)                      | 112. Saint-Étienne-des-Oullières (69197) |
| 113. Saint-Étienne-la-Varenne (69198) | 114. Sainte-Paule (69230)           | 115. Salles-Arbuissonnas-en-Beaujolais (69172) | 116. Les Sauvages (69174)                |
| 117. Taponas (69242)                  | 118. Tarare (69243)                 | 119. Ternand (69245)                           | 120. Theizé (69246)                      |
| 121. Thel (69247)                     | 122. Thizy (69248)                  | 123. Trades (69251)                            | 124. Valsonne (69254)                    |
| 125. Vaux-en-Beaujolais (69257)       | 126. Vauxrenard (69258)             | 127. Vernay (69261)                            | 128. Ville-sur-Jarnioux (69265)          |
| 129. Villefranche-sur-Saône (69264)   | 130. Villié-Morgon (69267)          | 131. Émeringes (69082)                         |                                          |